# Monte Grande
Monte Grande ist die Cabecera (Verwaltungsstadt) des Partido Esteban Echeverría, in der argentinischen Provinz Buenos Aires. Die Stadt liegt im Großraum von Buenos Aires.
Sie wurde am 3. April 1889 vom Unternehmen Sociedad Coni, Sansisena y Cía. gegründet. Monte Grande hat 109.644 Einwohner (INDEC-Volkszählung 2001) und eine Gesamtfläche von 22,57 km².
In Monte Grande befand sich eine Überseefunkstelle.

## Söhne und Töchter
- Rodrigo Espíndola (1989–2016), Fußballspieler
- Aarón Quirós (* 2001), Fußballspieler
- Federico Wechsung (* 1975), römisch-katholischer Geistlicher, Weihbischof in La Plata